# القحاطن (إب)
القحاطن هي إحدى قرى الجمهورية اليمنية. وهي تتبع جغرافيًا لمحافظة إب. وإداريًا لمديرية فرع العدين. يبلغ تعداد سكانها 3231 نسمة حسب الإحصاء الذي جرى عام 2004.